# Cultura castreja

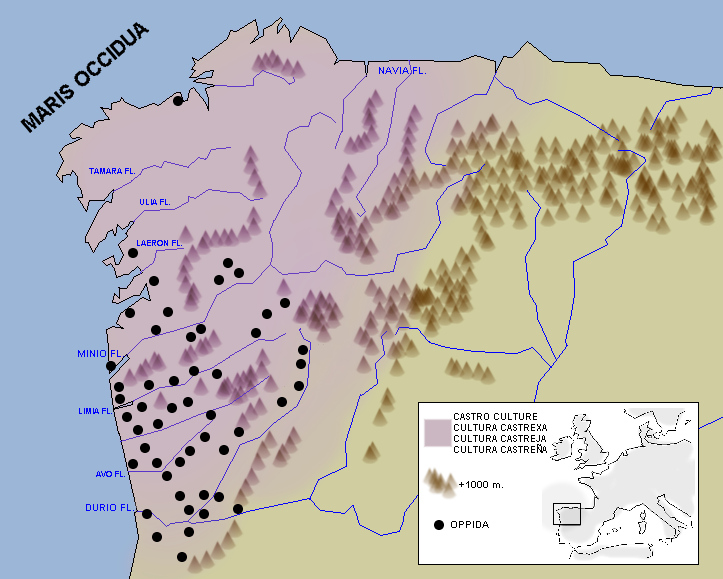
Mapa de difusão da cultura Castreja

A Cultura castreja desenvolveu-se no século VI a.C., numa ampla zona do noroeste da Península Ibérica, entre os rios Douro e Návia e a Oeste do Maciço Galaico, tendo desenvolvido um tipo muito peculiar de assentamentos, chamados castros, diferentes de outras áreas da Península.

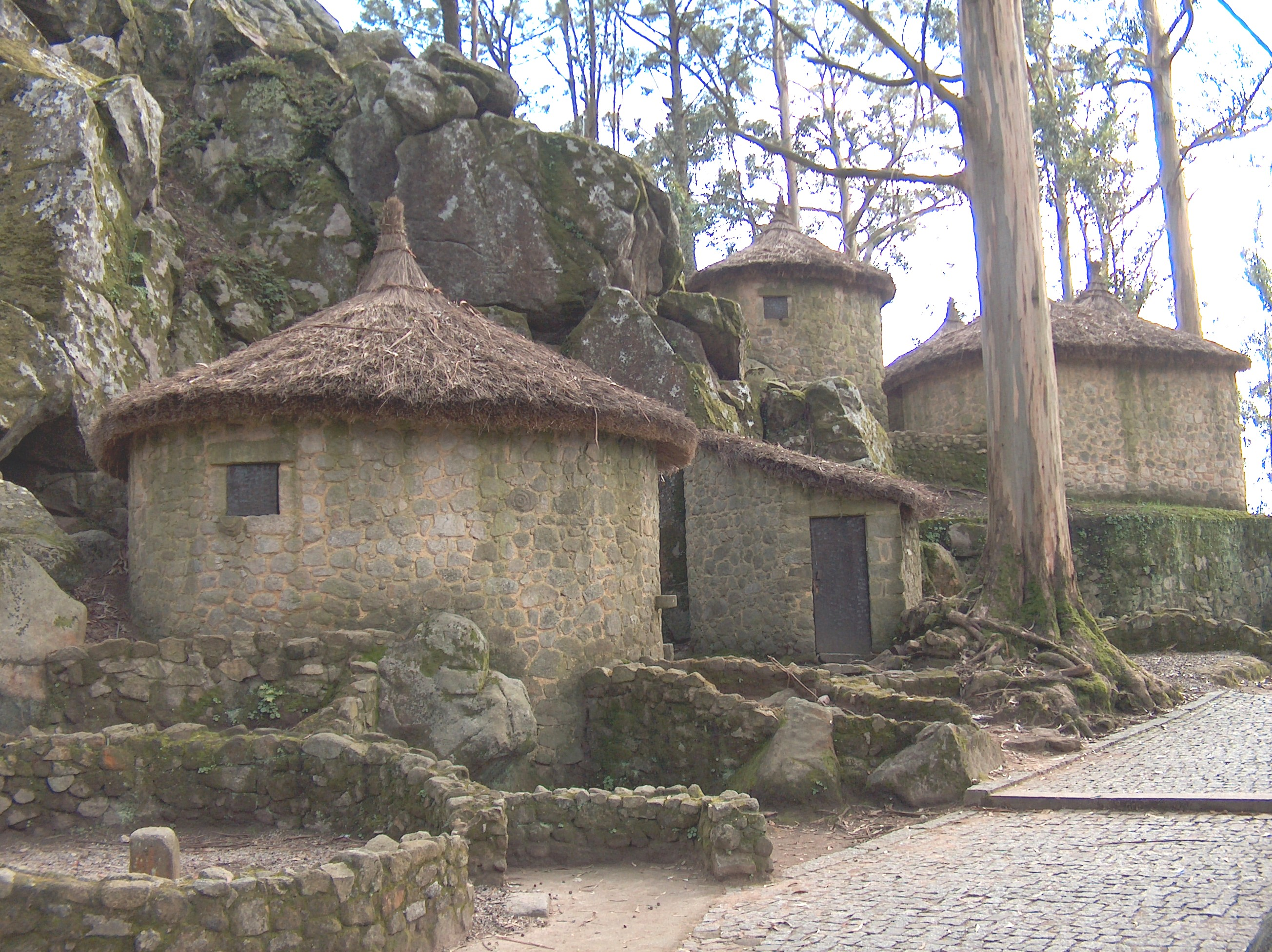
Castro de Esposende

## História
Os primórdios desta cultura remontam aos dois primeiros séculos do primeiro milénio a.C., na região que se estende do rio Douro ao Minho, mas logo se expande para norte ao longo da costa, e para leste acompanhando os vales dos rios, atingindo as cadeias montanhosas que separam a costa atlântica do Planalto Central. Foi o resultado da evolução autónoma das comunidades da Idade do Bronze Atlântica, após o colapso local da rede atlântica de troca de produtos de prestígio.

### Fim da Idade do Bronze do Atlântico

Idade do Bronze Médio c. 1500 a.C Mostra a localização das minas estratégicas de estanho.

Do Rio Mondego ao Rio Minho, ao longo das zonas costeiras do norte de Portugal, durante os dois últimos séculos do segundo milénio a.C. uma série de povoações estabeleceram-se em locais altos e bem comunicados, irradiando de uma zona central a norte do Mondego, e especializaram-se na produção de metalurgia da Idade do Bronze Atlântica: caldeirões, facas, vasos de bronze, assadores, garfos, espadas, machados e joias pertencentes a uma elite nobre que realizava banquetes rituais e participou numa ampla rede de intercâmbio de artigos de prestígio, desde o Mediterrâneo até às Ilhas Britânicas. Estas aldeias estavam intimamente relacionadas com os povoados abertos que caracterizaram o início da Idade do Bronze, muitas vezes estabelecidos perto de vales e de terras agrícolas mais ricas.
Desde o início do primeiro milénio, a rede parece ter entrado em colapso, possivelmente porque a Idade do Ferro eliminou gradualmente os produtos atlânticos de estanho e bronze na região do Mediterrâneo, e a produção em grande escala de objectos metálicos foi reduzida ao fabrico de machados e ferramentas, que ainda se encontram enterrados em grandes quantidades ao longo de toda a costa atlântica europeia.

### Formação

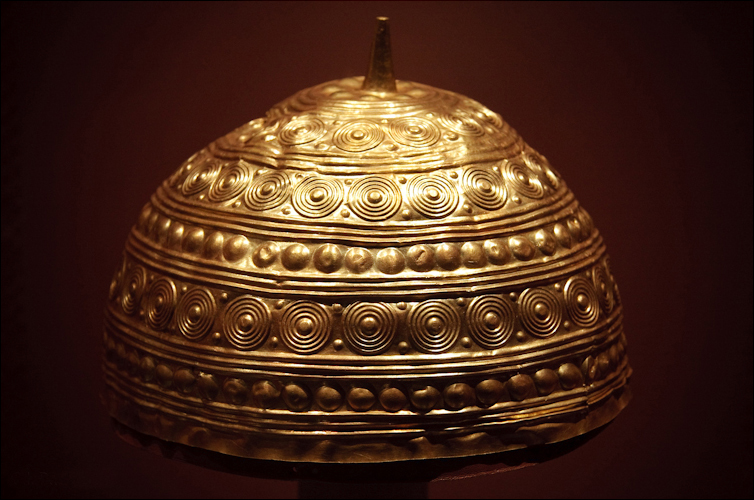
Casco de Leiro, século X a.C. C.

Durante a transição da Idade do Bronze para a Idade do Ferro, do Douro para as costas do norte da Galiza e nas regiões centrais das Astúrias, o povoamento em locais fortificados substituiu o antigo modelo de povoamento aberto. Estes primeiros fortes eram de pequena dimensão (1 ha no máximo), localizando-se em colinas, penínsulas ou outros locais de defesa natural, geralmente dotados de visibilidade de longo alcance. As defesas artificiais eram inicialmente compostas por muros de terra, merlões e cunetas, que encerravam um espaço interior habitável. Este espaço era maioritariamente vazio, pouco urbanizado e utilizado para actividades comunitárias, constituído por algumas cabanas quadradas circulares, oblongas ou arredondadas, de 5 a 15 metros na sua maior dimensão, construídas com madeira, materiais vegetais e lama, por vezes reforçados com paredes de pedra. A principal característica interior destas cabanas multifuncionais era a lareira circular ou quadrangular, que condicionava os usos dos restantes espaços da sala.
No fundo, a principal característica deste período formativo é a assunção pela comunidade de uma maior autoridade à custa das elites, refletida na menor importância da produção de artigos de prestígio, enquanto o colectivo investia recursos e trabalho significativos na comunidade comunal espaços e nas defesas.

### Expansão

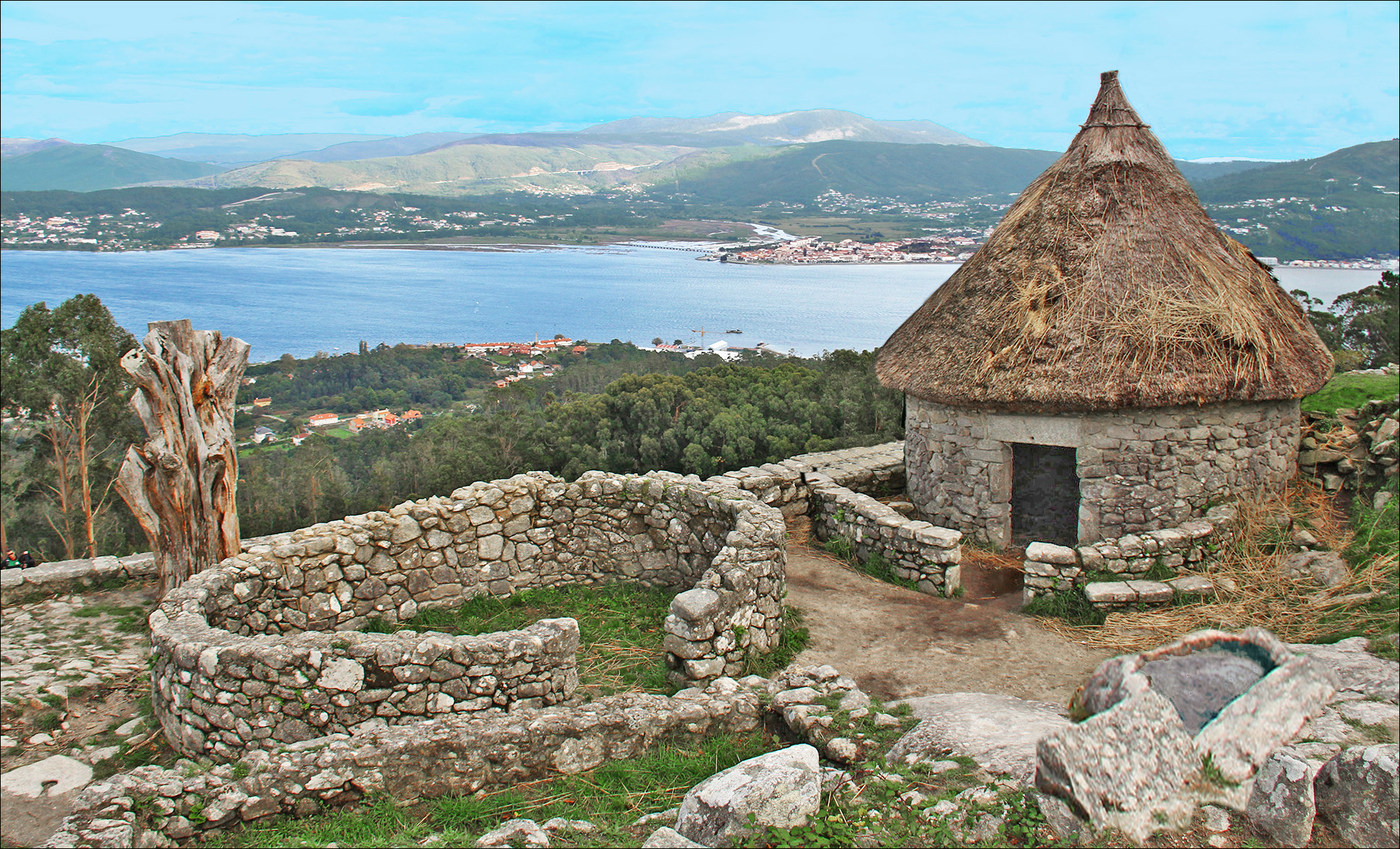
Reconstrução de uma casa no castro de Santa Trega.

Do início do século VI a.C. estes povoados começam a expandir-se e centenas de novos fortes começam a ser fundados, enquanto alguns pequenos mais antigos foram abandonados por novos locais, ver os castros neixón. Tal é a expansão dos castros nesta época que muitos historiadores consideram este o século do início da cultura castreja como tal.
Estas novas povoações foram fundadas perto dos vales, nas proximidades das terras agrícolas mais ricas e eram geralmente protegidas por diversas linhas de defesa, compostas por muros, fossos e sólidos muros de pedra, provavelmente construídos não só como dispositivo defensivo, mas também como elemento que poderia conferir prestígio à comunidade. Foram ocasionalmente encontrados restos humanos em cistas sob as muralhas, implicando algum tipo de ritual de protecção fundamental. 
Não só o número de povoações cresceu durante este período, como também a sua dimensão e densidade. Em primeiro lugar, as antigas casas familiares eram muitas vezes substituídas por grupos de casas familiares, geralmente compostas por uma ou mais casas com lareira, para além de telheiros e oficinas redondas e alongadas ou quadradas. Ao mesmo tempo, estas casas e grupos tendiam a ocupar a maior parte do espaço interior dos fortes, reduzindo os espaços comunais livres, que por sua vez seriam substituídos por outras instalações como saunas, salões comunitários e forjas.

Embora a maioria das comunidades deste período tivessem economias isoladas e auto-suficientes, uma grande mudança foi o regresso do comércio com o Mediterrâneo por parte da então independente Cartago, uma próspera potência do Mediterrâneo Ocidental. Os mercadores cartagineses traziam importações de vinho, vidro, cerâmica e outros bens através de uma série de Emporium, entrepostos comerciais que por vezes incluíam templos e outras instalações. Ao mesmo tempo, o registo arqueológico mostra, através do achado de grandes quantidades de Fibulas, alfinetes, pinças para puxar cabelo, pingentes, brincos, torques, pulseiras e outros artigos pessoais, a importância permanente da aparência estética do indivíduo. Embora o registo arqueológico da Idade do Ferro castreja sugira uma sociedade muito igualitária, estas descobertas implicam o desenvolvimento de uma classe privilegiada com melhor acesso a bens de luxo. 

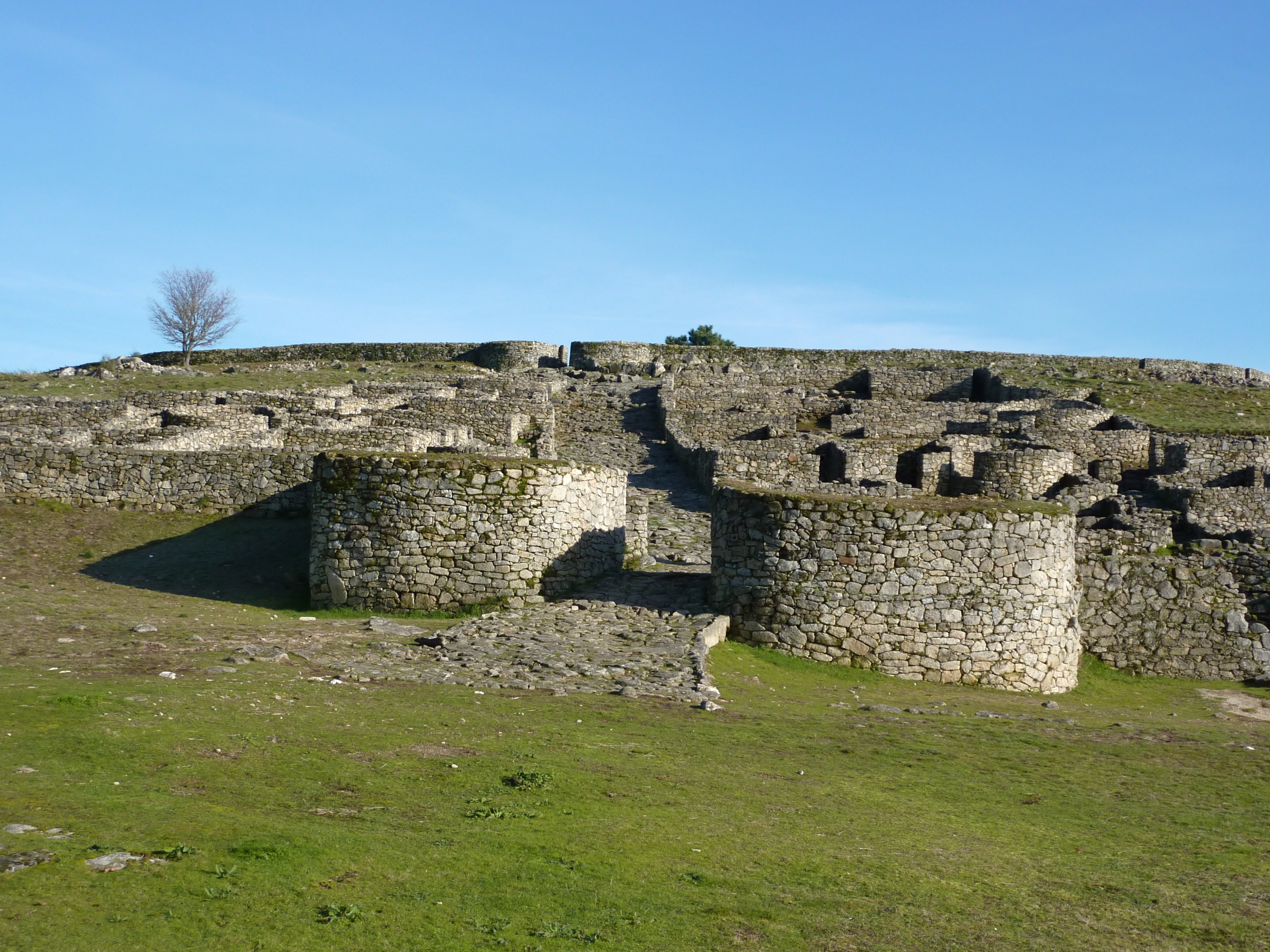
Porta monumental de San Cibrao de Las.
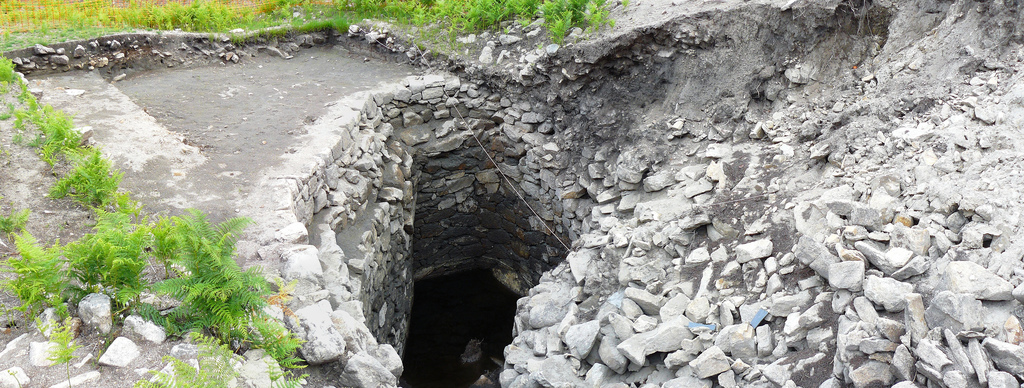
Poço de San Cibrao de Las.
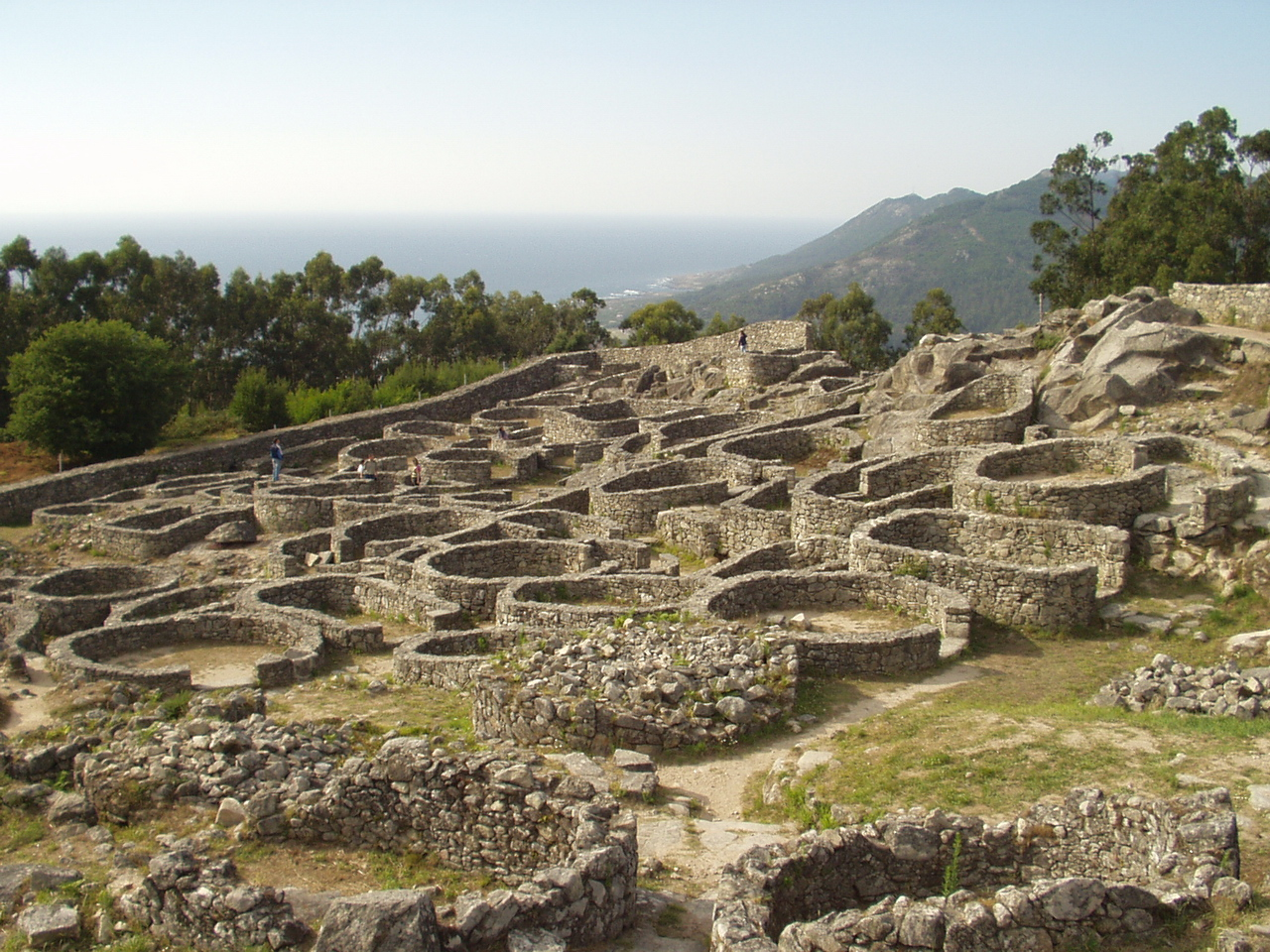
Castro de Santa Trega.
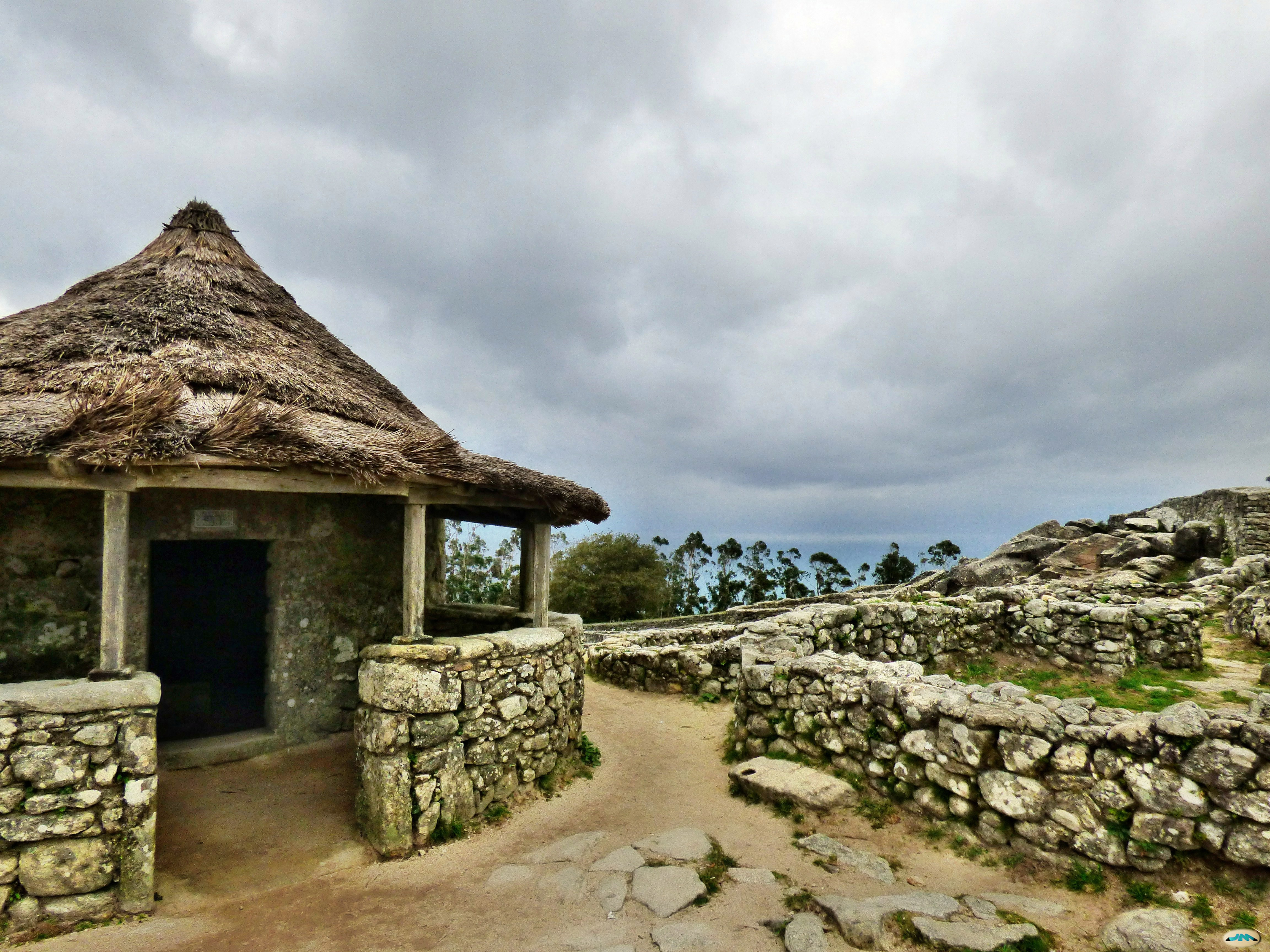
Vivenda reconstruída do castro de Santa Trega.
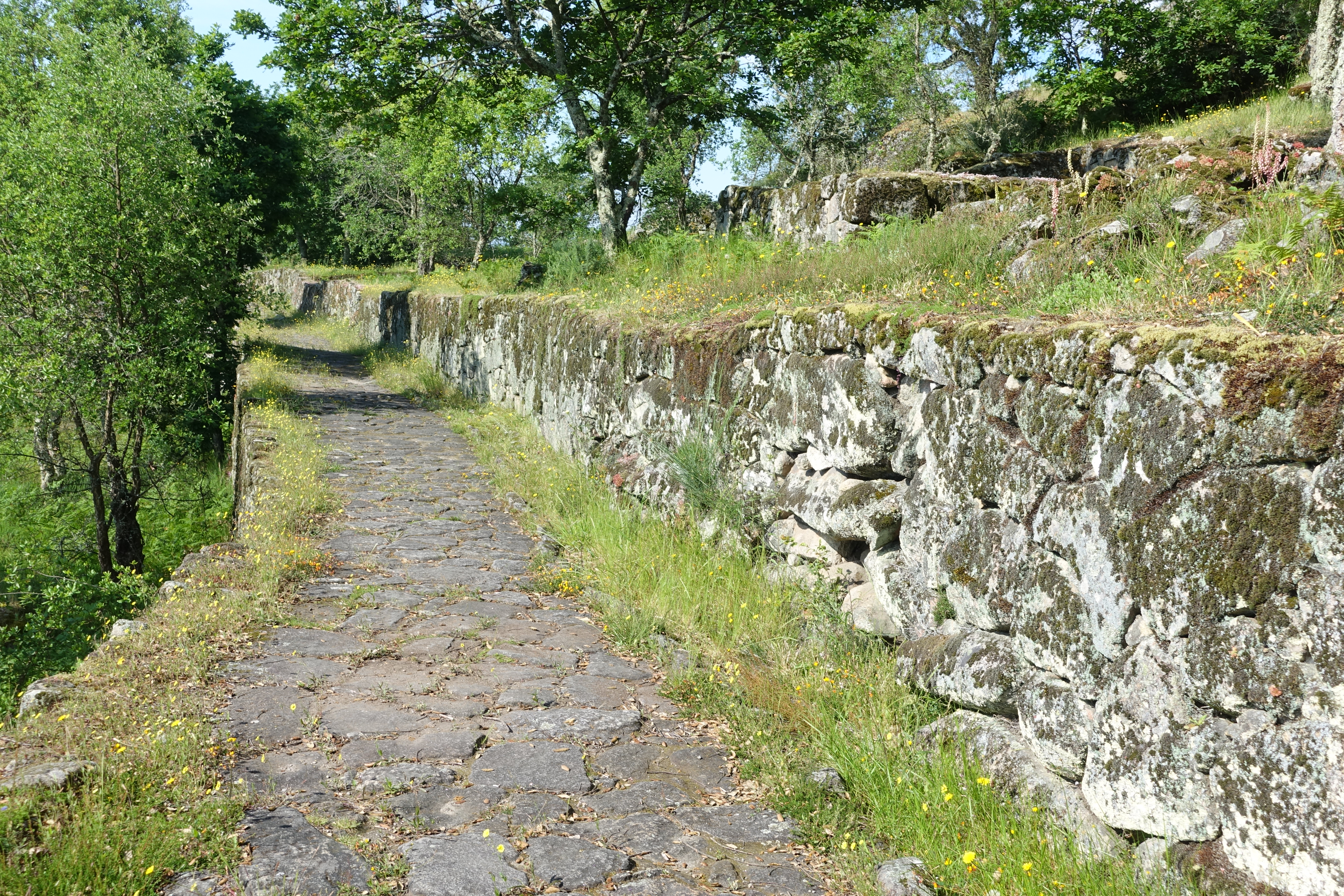
Rua na citânia de Briteiros.
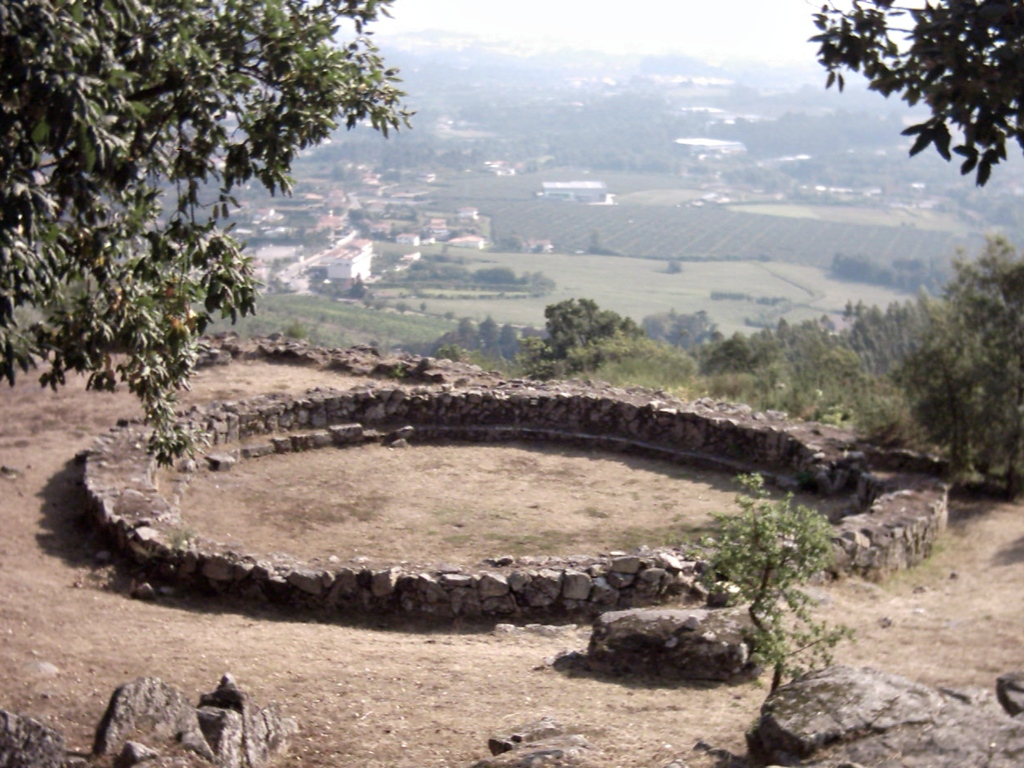
Casa grande comunitária na citânia de Briteiros.

### Centros urbanos

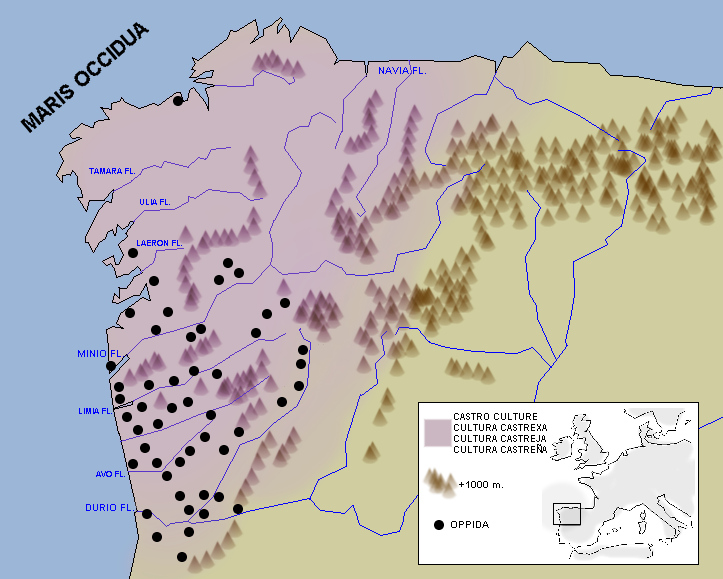
Extensão e geografia da cultura Castreja, juntamente com localização do principal oppida (feito por J. Rodríguez Corral, Galicia Castrexa).

A partir do século II a.C., sobretudo no sul, alguns dos fortes tornaram-se cidades fortificadas semiurbanas, oppidum; cidades, com populações de alguns milhares de habitantes, como a cividade de Bagunte (50 ha), Briteiros (24 ha), [[Citania de Sanfins] (15 ha) e San Cibrao de Las (20 ha) ou Santa Tegra (15 ha); algumas delas eram ainda maiores do que as cidades, Bracara Augusta e Lucus Augusti, que Roma estabeleceu um século mais tarde.
Estas cidades ou vilas caracterizavam-se pela sua dimensão e características urbanas, como ruas pavimentadas dotadas de canais de drenagem de águas pluviais, reservatórios de água potável e evidências de planeamento urbano. Muitos deles possuíam também um espaço murado interior e superior, relativamente amplo e pouco urbanizado, denominado acrópole pelos estudiosos locais. Estes opida eram geralmente rodeados por fossos concêntricos e muros de pedra, chegando a cinco em Briteiros, por vezes reforçados com torres. As portas destes opida eram monumentais e apresentavam frequentemente esculturas de guerreiros.
As zonas habitacionais dos opida eram frequentemente muradas, com cozinhas, telheiros, celeiros, oficinas e salas dispostas em torno de um pátio interior pavimentado, por vezes equipado com fontes, esgotos e poços.

A cidade de Bagunte era uma das maiores cidades com 50 hectares de extensão. As cidades estavam rodeadas por vários fortes mais pequenos, alguns dos quais poderão ter sido postos defensivos, como o castro de Laundos, que provavelmente foi um posto avançado da cividade de Terroso. Em Braga existe o topónimo de cividade, cidadela fundada por Augusto, embora não existam vestígios arqueológicos para além de um antigo nome de freguesia e termas pré-romanas. Brácara Augusta tornou-se mais tarde a capital da província romana da Galécia, que incluía todas as terras que outrora fizeram parte da cultura Castreja.

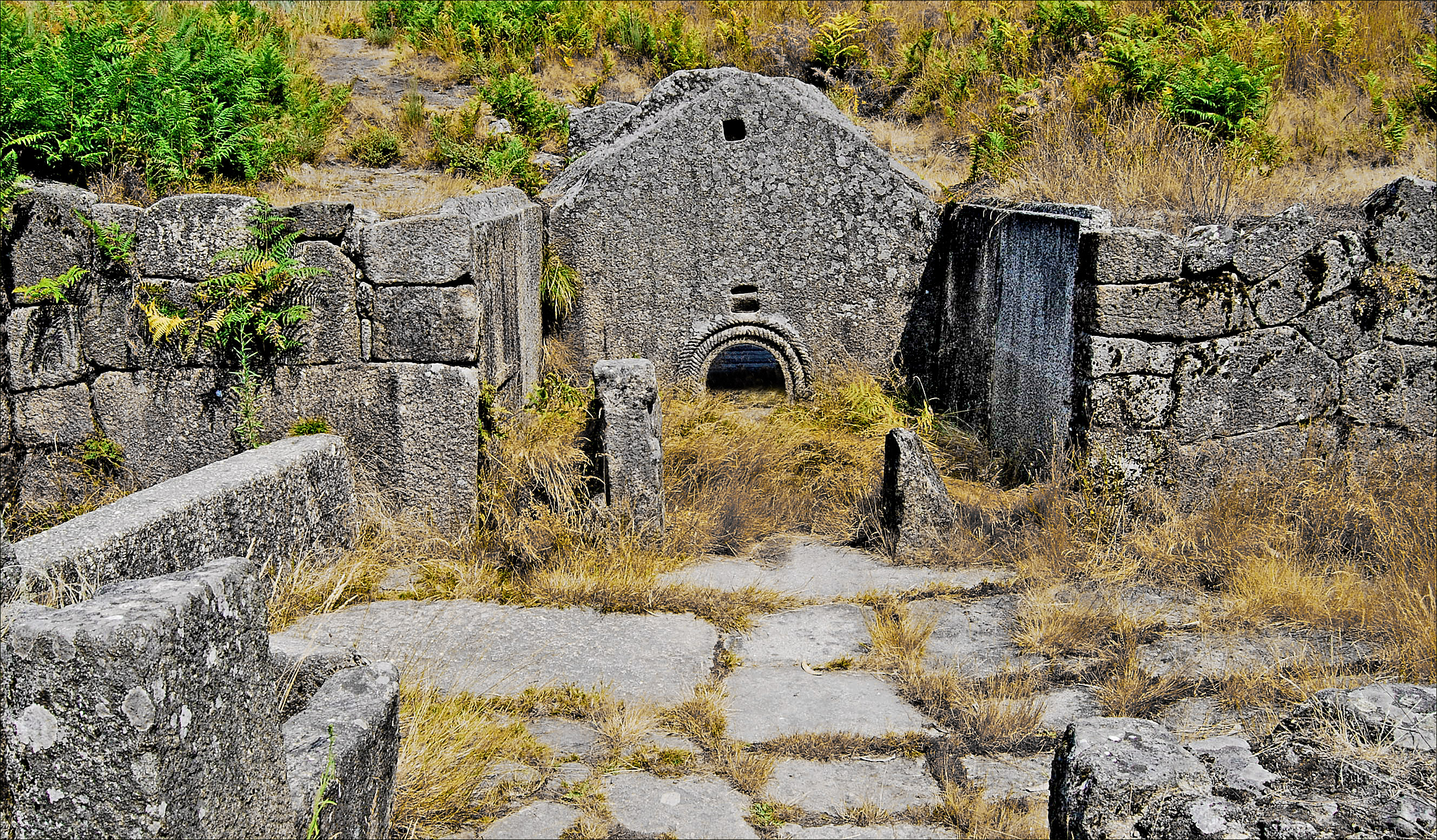
Citania de Sanfins.
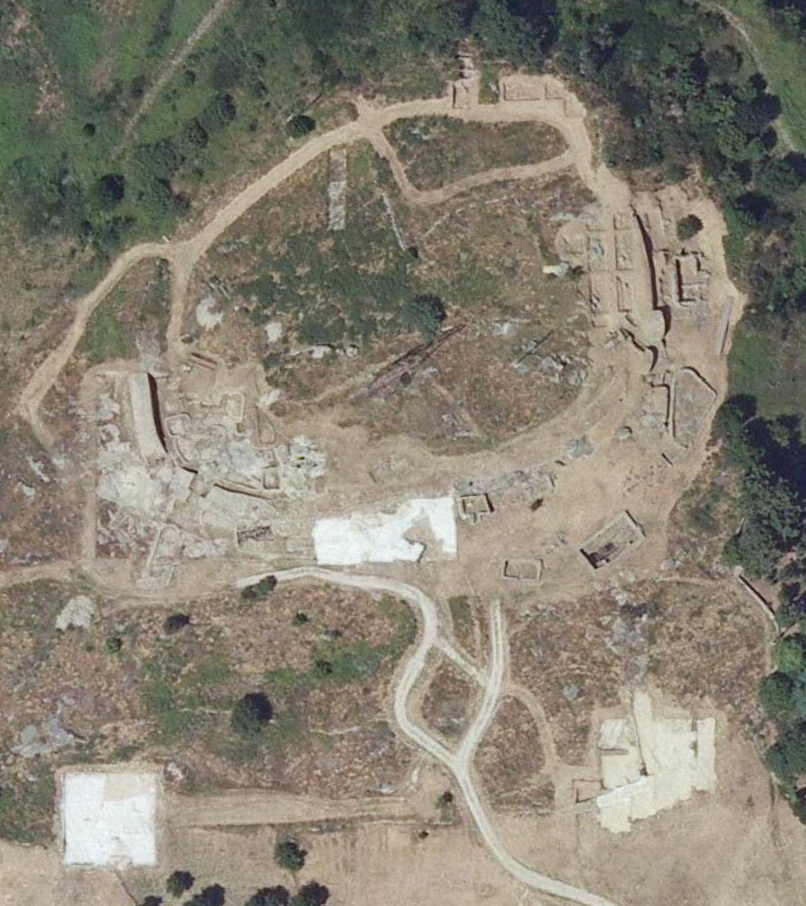
Castro de Elviña.
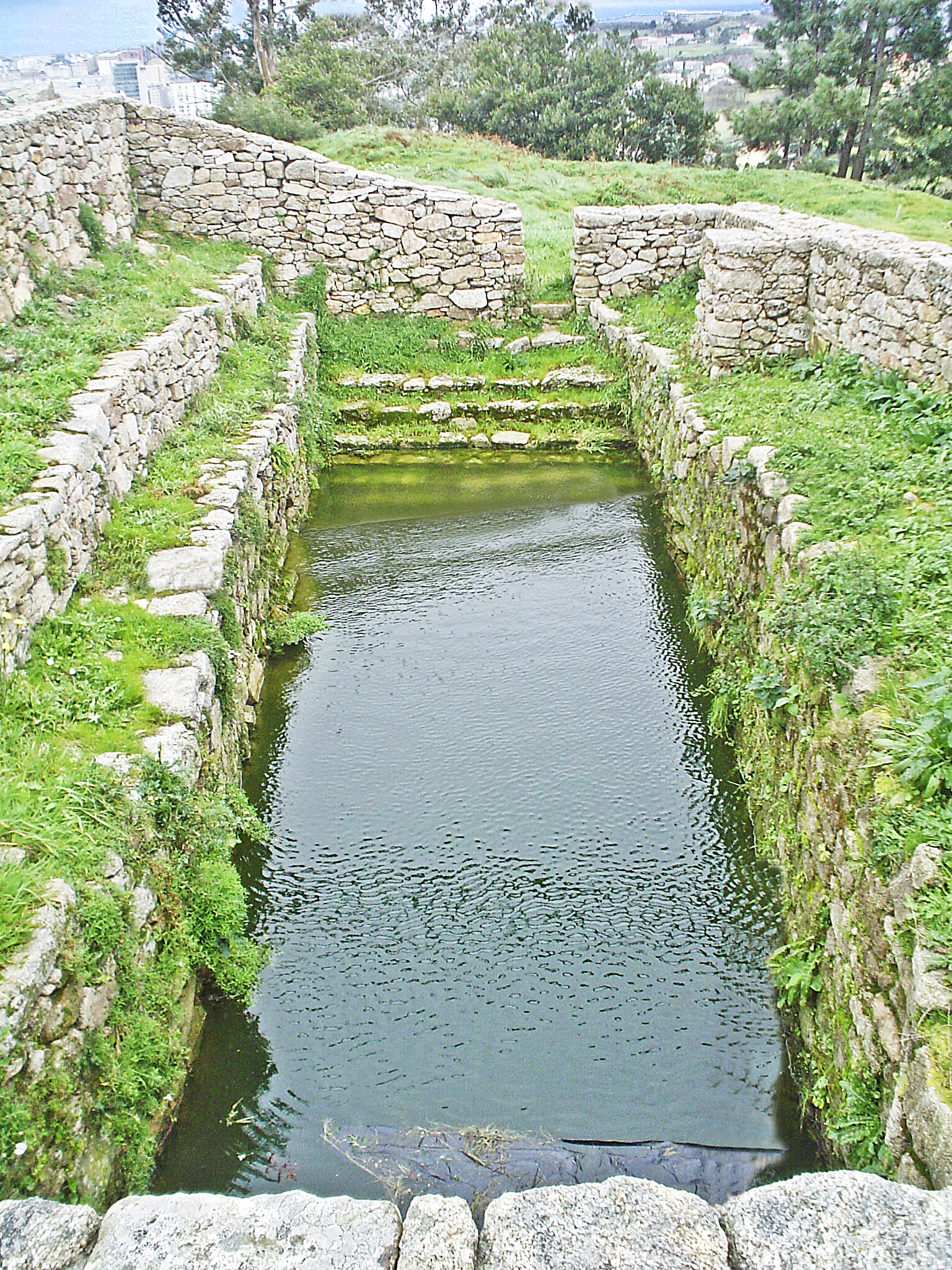
Poço de reserva do castro de Elviña.
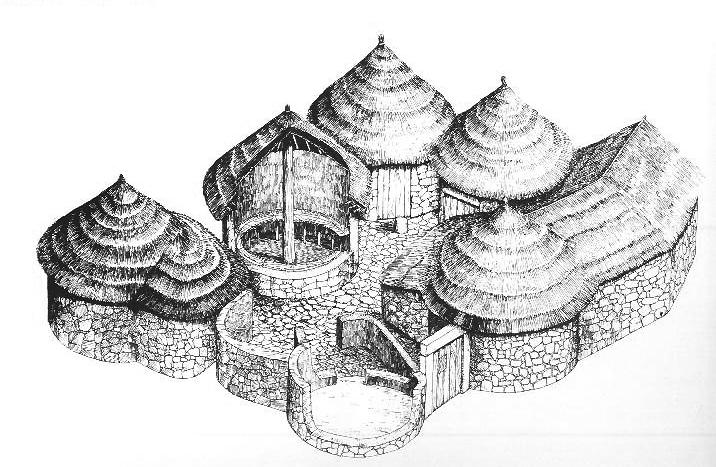
Núcleo familiar da cividade de Terroso.
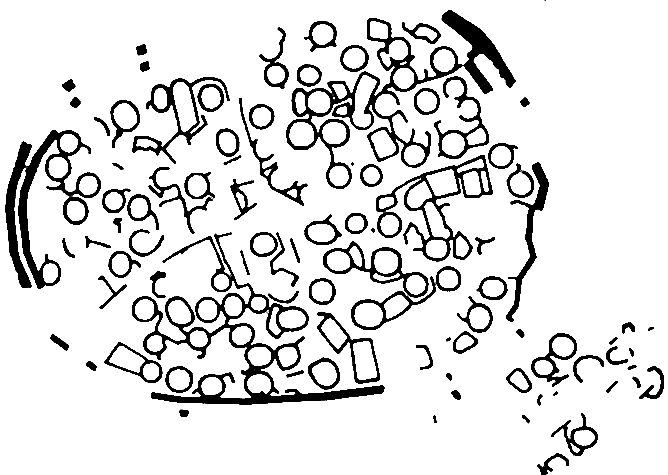
Planta da cividade de Terroso.
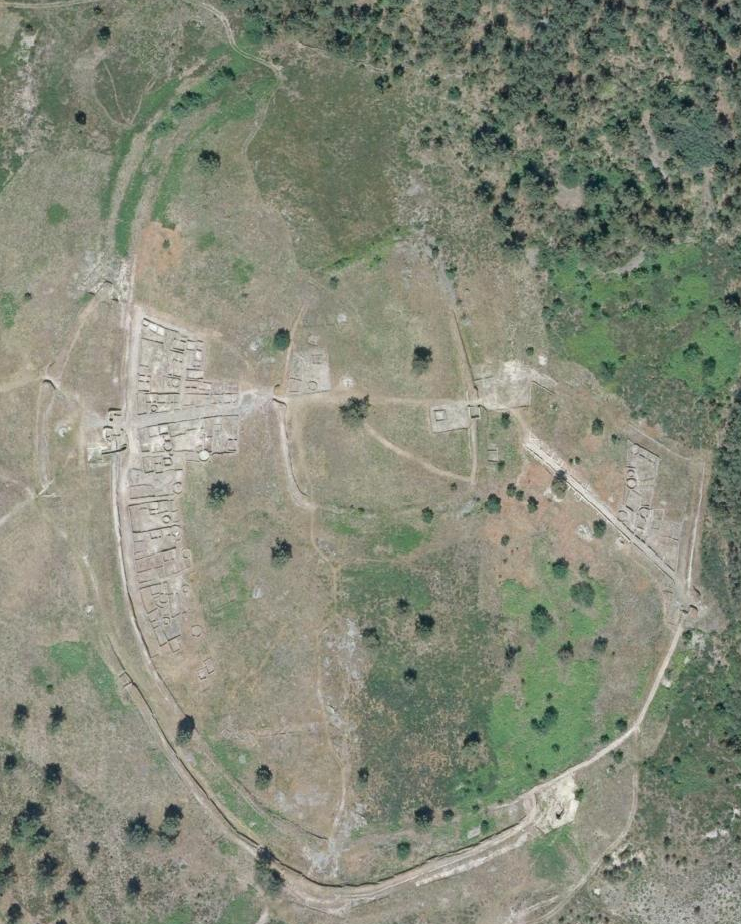
Oppidum de San Cibrao de Las.

### Era Romana

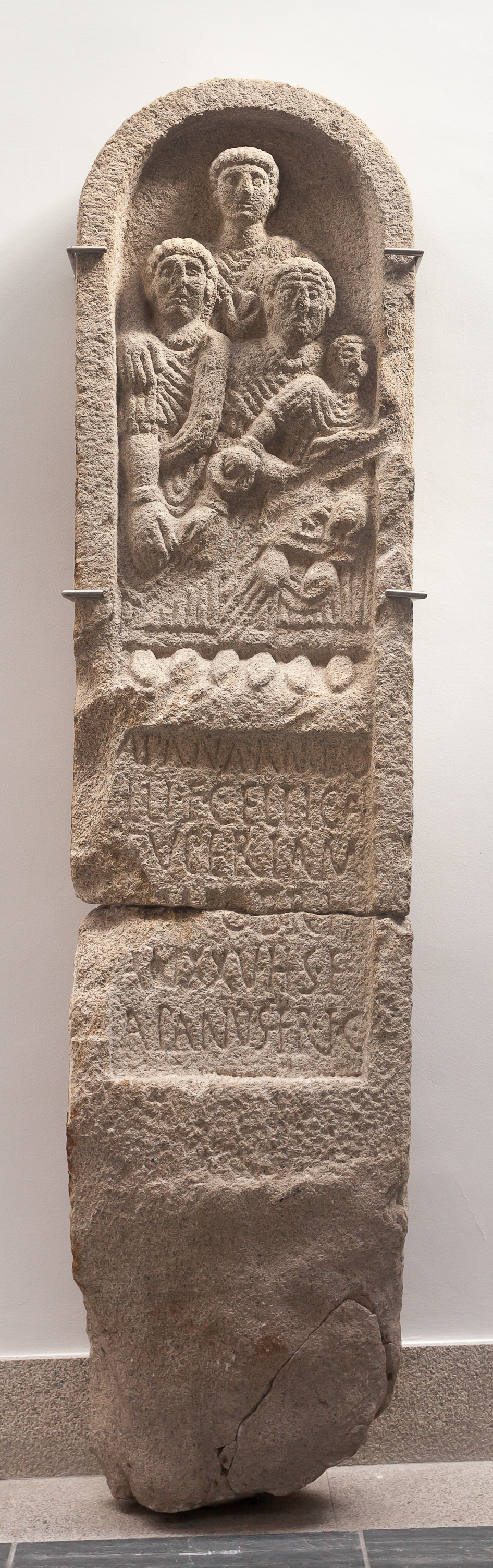
Estela de Crecente. Lápide de Apana Ambolli, esposa do Celtici Supertamarici, do forte de Miobri.
Na inscrição pode ler-se: "Apana Ambolli F(illia) Celtica Svpertam(arica) [Castello] Miobri An(orum) XXV H(ic) S(itus) E(st) Apanvs Fr(ater) F(aciendum) C(uravit)".

O primeiro encontro de Roma com os habitantes dos fortes e das cidades foi durante as Guerras Púnicas, quando os Cartagineses contrataram mercenários locais para combater Roma no Mediterrâneo e em Itália.[carece de fontes?]
Os galegos apoiaram mais tarde os lusitanos lutando contra os romanos e, como resultado, o general romano Décimo Júnio Bruto Galaico liderou uma expedição punitiva bem-sucedida ao norte em 137 a.C. a vitória que celebrada em Roma concedeu-lhe o título de Galaico. Durante o século seguinte, Galécia era ainda o teatro de operações do próprio Perperna (73 a.C.), do próprio Júlio César (61 a.C.) e os generais de Augusto (29–19 a.C.) que despovoaram vários fortes a norte de Portugal. Mas só depois de os Romanos terem derrotado os Asturianos e os Cantábricos no ano 19 a.C. é evidente, através de inscrições, numismática e outros achados arqueológicos, a submissão dos poderes locais a Roma.
Enquanto o século I a.C. representa um momento de expansão e maturidade para a cultura castreja, sob influência romana e com a economia local aparentemente impulsionada e não prejudicada pelo comércio e pelas guerras romanas, durante o século seguinte o controlo dos romanos tornou-se político e militar, pela primeira vez em mais de um milénio, novos povoados não fortificados foram estabelecidos nas planícies e vales, enquanto numerosos castros foram abandonados.
As reformas Flavianas da dinastia Flaviana (segunda metade do século I), com a modificação na estrutura social e económica. A partir daqui teria início o chamado período galaico-romano. Muitos castros são abandonados em detrimento das villae, embora outros continuassem a ser habitados, mas fortemente influenciados pela cultura romana. Entre os fortes que se prolongaram até ao final do Império contam-se o de Fazouro e o Viladonga.
A cultura sofreu uma certa transformação, em consequência da Conquista romana e da formação da província romana da Galécia, no coração da área cultural Castreja; no século II a maioria dos fortes e oppida foram abandonados ou reutilizados como santuários ou locais de culto, mas alguns outros continuaram a ser ocupados até ao século V, quando os Suevos germânicos se estabeleceram no Reino Suevo.

## Os castros
Os castros eram povoados fortificados situados num lugar estratégico para facilitar a defesa da população. Tinham também que dispôr de acesso fácil a recursos alimentícios e água, pelo que se situavam habitualmente entre a zona de montes e prados e a de bosque e cultivos. Existiram castros de muitos tamanhos e tipos; entre estes destacam-se os da costa e os do interior. As plantas destes assentamentos são redondas: mais ou menos circulares ou ovaladas. No seu interior as construções, nas quais também dominam as formas circulares ou elípticas, distribuem-se sem ordem aparente, ainda que é possível que existisse algum tipo de organização e que os agrupamentos respondessem a algum tipo de função que se desconheça hoje.
Ainda que não se saiba exactamente o seu número; a quantidade total, para todo o território do noroeste (Portugal e Galiza), devia rondar os 4,000 ou 5,000, o que indica uma elevada densidade de povoação para a época.
"Durante dois terços do ano, os castrejos alimentam-se de bolotas, que secam e trituram e, depois, moem para fazer pão, que conservam por muito tempo

## Os povos castrejos
Os povos castrejos (já conhecidos pelos Gregos com o nome de "Kallaikoi", ou seja, Galaicos) foram primeiramente invadidos desde a Lusitânia pelas tropas de Décimo Júnio Bruto Galaico em 134 a.C. chegando ate o Minho e definitivamente derrotados pelos Romanos no ano 19 a.C.. Os Romanos organizavam os territórios que dominavam em províncias, subdivididas em dioceses, conventos, municípios, e outras fórmulas, o que lhes permitia uma melhor administração, arrecadar impostos, exercer a justiça ou manter a segurança interior e exterior. Nos quase cinco séculos de dominação romana, o noroeste peninsular passou por diferentes fórmulas organizativas.
Provavelmente os romanos tiveram em conta a homogeneidade e particularidade cultural anterior à conquista. Porém, a Galécia ocupava, aproximadamente, a área cultural castreja que era bastante mais ampla que o território compreendido dentro dos limites administrativos da Galiza actual.
Para controlar a província romana da Galécia também se serviram da organização preexistente, uma organização caracterizada pela existência de diferentes povos (populi), cada um deles integrado à sua vez por um certo número de núcleos de povoação (os castros).
A cultura castreja, no período final, caracteriza-se pelas monumentais esculturas em granito. Estas esculturas representam  heróis ou príncipes – os guerreiros galaicos – e berrões que provavelmente tinham uma função protectora. A joalharia castreja apresenta influências mediterrâneas e da Europa central, e são dela característicos o torque e os brincos.

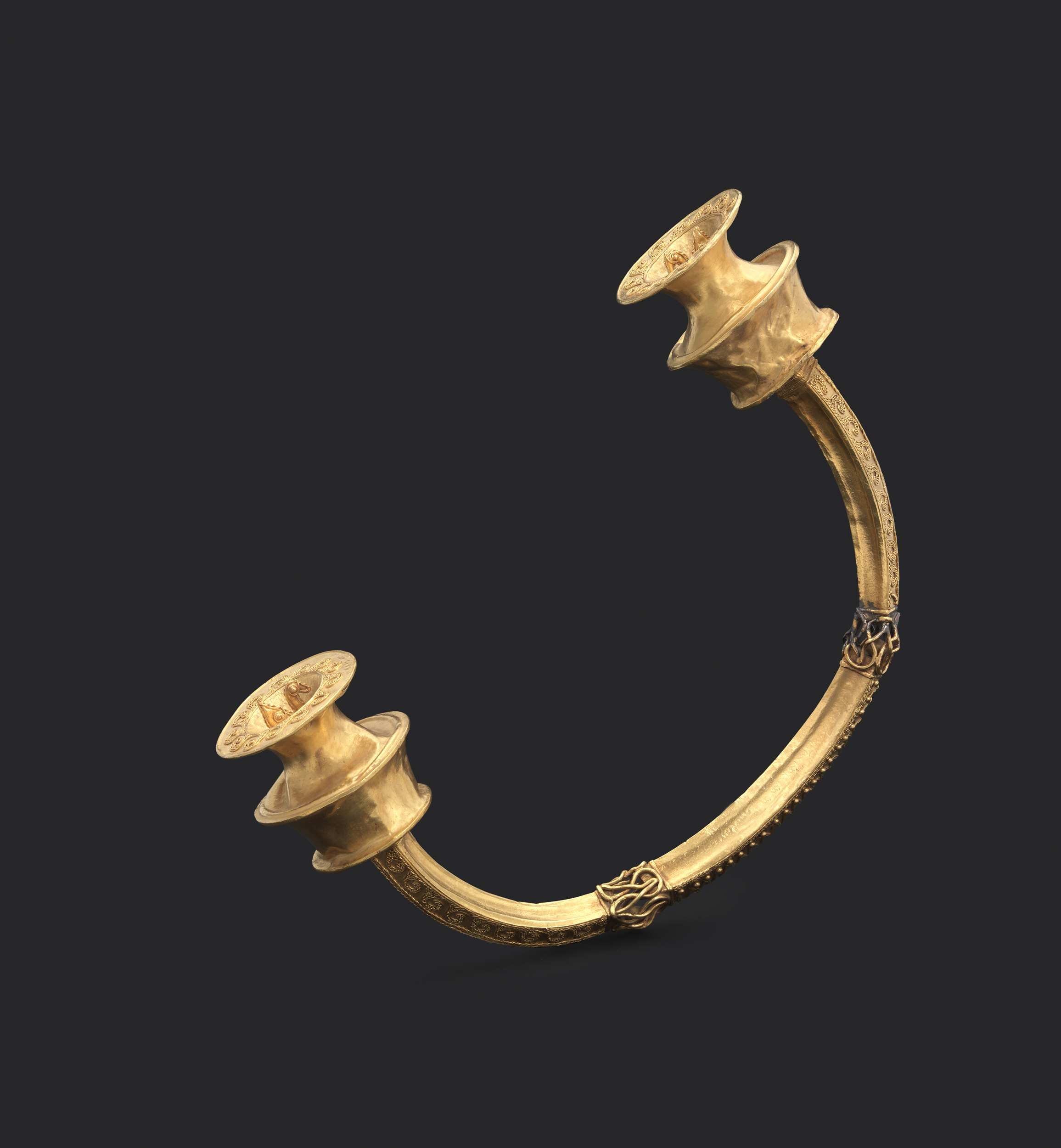
Torques, 2ª Idade do Ferro
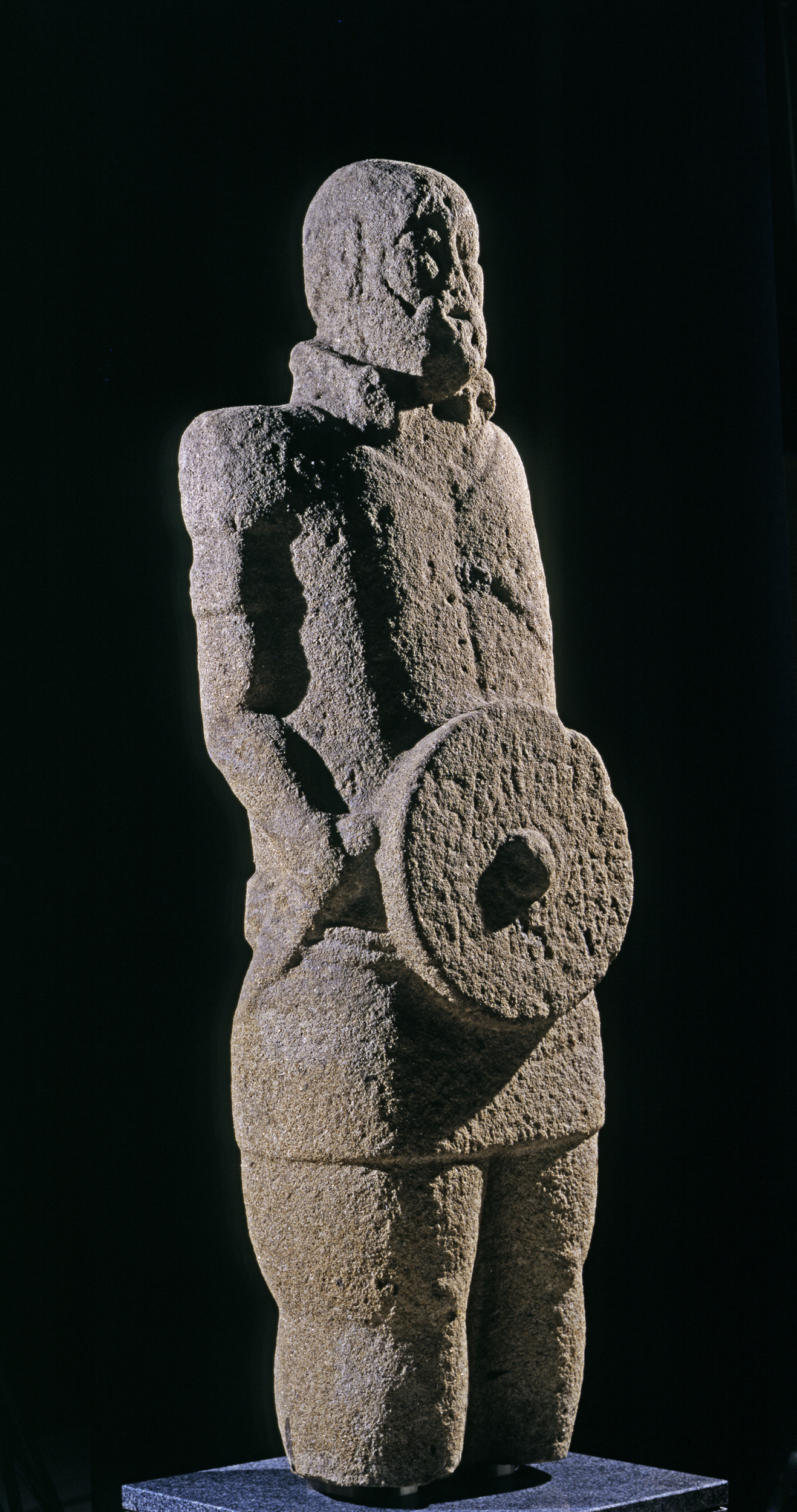
Estátua de guerreiro calaico, Arqueologia Século I d. C.
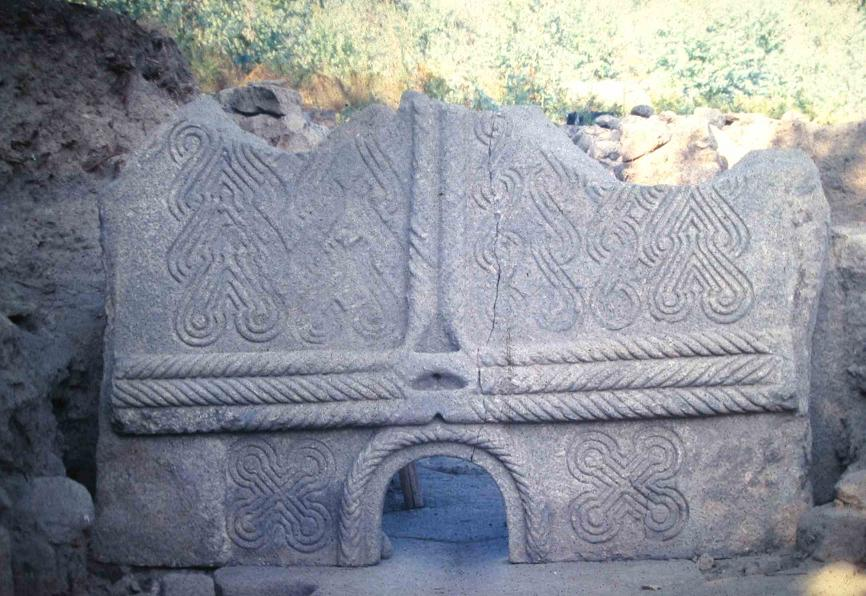
Pedra Formosa Castro das Eiras, Vila Nova de Famalicão
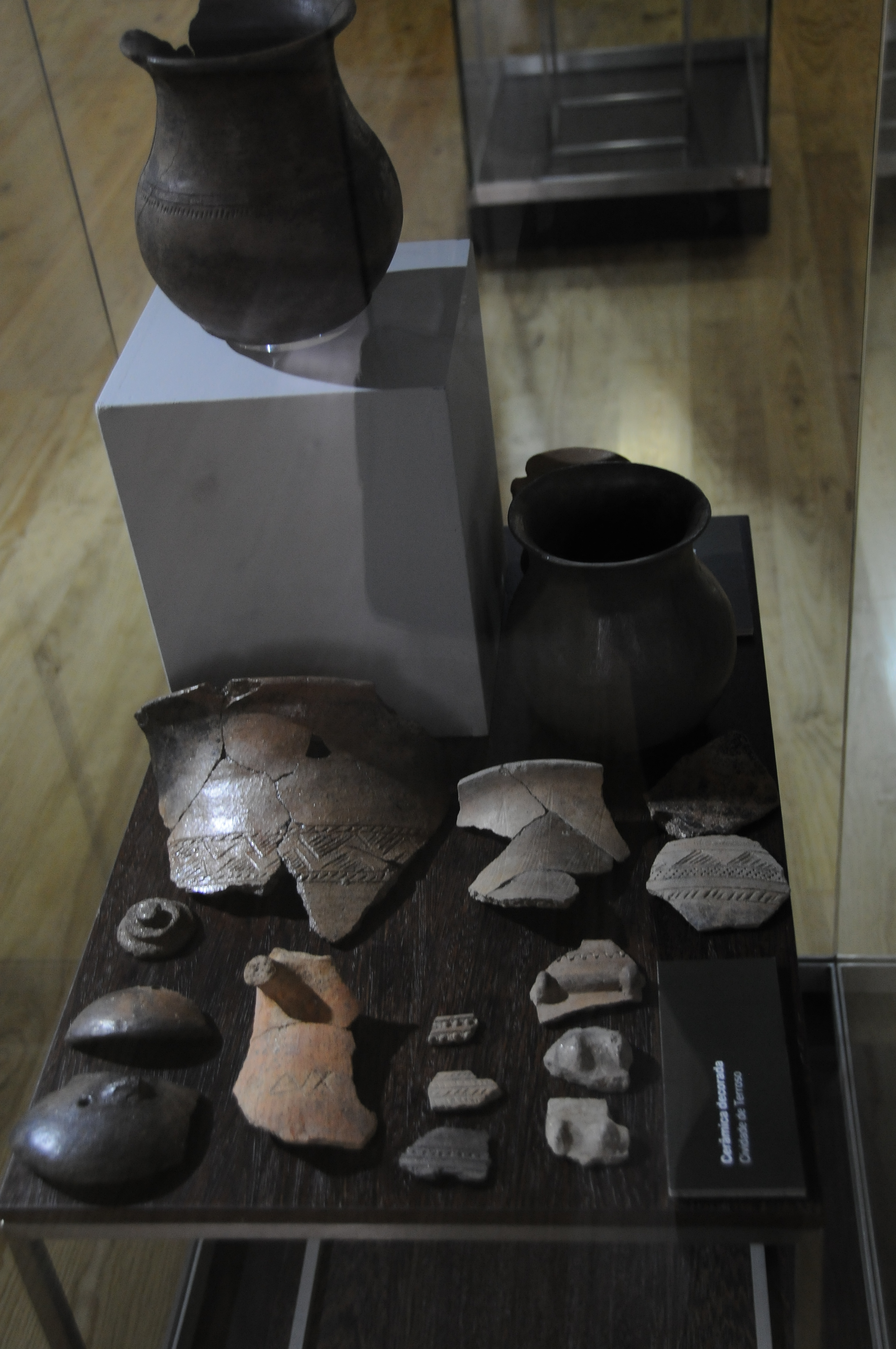
Cerâmica da Cividade de Terroso, Póvoa de Varzim